# Пјаска (Бијела)
Пјаска је насеље у Италији у округу Бијела, региону Пијемонт.
Према процени из 2011. у насељу је живело 39 становника. Насеље се налази на надморској висини од 575 м.